# 中国感光学会
中国感光学会是中华人民共和国感光科技工作者组成的群众性学术团体，是中国科学技术协会主管的社会团体，1981年8月成立。